# Siliștea, Brăila
Siliștea (în trecut, Nazâru) este satul de reședință al comunei cu același nume din județul Brăila, Muntenia, România.
Între anii 1417-1829 a făcut parte din Raiaua Brăila (Kaza Ibrail) a Imperiului Otoman.